# Alessi (comico)
Alessi (in greco antico: Ἄλεξις?, Álexis; Thurii, 372 a.C. – 270 a.C.) è stato un commediografo greco antico, attivo tra il IV e il III secolo a.C.

## Biografia
Nato a Thurii, in Magna Grecia (odierna Calabria), si trasferì ad Atene, dove divenne cittadino e svolse la sua attività. Fu zio di Menandro e sappiamo che vinse alle Dionisie del 347 a.C., mentre, per quanto concerne la sua produttività, secondo Plutarco sarebbe vissuto 106 anni.  Certamente, comunque, fu abbastanza longevo da essere sia protagonista della Commedia di mezzo, sia attivo autore della Commedia nuova.

## Opere
Secondo il lessico Suda fu autore di 245 commedie. Ci restano 130 titoli e 340 frammenti:
- Achaiis
- Adelphoi
- Agonis, o Hippiskos
- Aichmalotos
- Aiopoloi
- Aisopos
- Aleiptria
- Ampelourgos
- Amphotis
- Ankylion
- Anteia
- Apeglaukomenos
- Apobates
- Apokoptomenos
- Archilochos
- Asklepiokleides
- Asotodidaskalos
- Atalante
- Atthis
- Bomos
- Bostrychos
- Brettia
- Choregis
- Daktylios
- Demetrios, o Philetairus
- Diapleousai
- Didymoi
- Dis Penthon
- Dorkis, o Poppyzousa
- Dropides
- Eis to phrear
- Eisoikizomenos
- Ekkeryttomenos
- Ekpomatopoios
- Epidaurios
- Epikleros
- Epistole
- Epitropos
- Eretrikos
- Erithoi, o Pannychis
- Galateia
- Graphe
- Gynaikokratia
- Helene
- Helenes Arpage
- Helenes Mnesteres
- Hellenis
- Hepta epi Thebais
- Hesione
- Hippeis
- Homoia
- Hypnos
- Hypobolimaios
- Iasis
- Isostasion
- Kalasiris
- Karchedonios
- Katapseudomenos
- Kaunioi
- Keryttomenos
- Kitharodos
- Kleobouline
- Knidia
- Koniates
- Kouris
- Krateuas, o Pharmakopoles
- Kybernetes
- Kybeutai
- Kyknos
- Kyprios
- Lampas
- Lebes
- Leukadia, o Drapetai
- Leuke
- Lemnia
- Linos
- Lokroi
- Lykiskos
- Mandragorizomene
- Manteis
- Meropis
- Midon
- Milesia
- Milkon
- Minos
- Mylothros
- Odysseus Aponizomenos
- Odysseus Hyphainon
- Olympiodoros
- Olynthia
- Opora
- Orchestris
- Orestes
- Pallake
- Pamphile
- Pankratiastes
- Parasitos
- Pezonike
- Phaidon, o Phaidrias
- Phaidros
- Philathenaios
- Philiskos
- Philokalos, o Nymphai
- Philotragodos
- Philousa
- Phryx
- Phygas
- Poietai
- Poietria
- Polykleia
- Ponera
- Pontikos
- Proskedannymenos
- Protochoros
- Pseudomenos
- Pylaia
- Pyraunos
- Pythagorizousa
- Rhodion, o Poppyzousa
- Sikyonios
- Skeiron
- Sorakoi
- Spondophoros
- Stratiotes
- Synapothneskontes
- Syntrechontes
- Syntrophoi
- Syrakosios
- Tarantinoi
- Thebaioi
- Theophoretos
- Thesprotoi
- Theteuontes
- Thrason
- Titthe
- Tokistes, o Katapseudomenos
- Traumatias
- Trophonios
- Tyndareos

I frammenti sono, comunque, sufficienti non a ricostruire la trama di alcuna commedia, ma ad illustrare la raffinatezza e l'umorismo dell'autore. Gli antichi lo lodarono per la grande cura con cui dipingeva i personaggi, in particolare i parassiti.
Le sue commedie erano ancora molto apprezzate in epoca romana e alcune di esse ispirarono Plauto (il cui Poenulus, in particolare, riprende il Cartaginese di Alessi). Alcune tra le sue opere furono, poi, intitolate a personaggi storico-letterari come Esopo, Lino e Archiloco.